# Nagaraeen
Nagaraeen (nep. नगदेश) – gaun wikas samiti w środkowej części Nepalu w strefie Dźanakpur w dystrykcie Dhanusa. Według nepalskiego spisu powszechnego z 2011 roku liczył on 1025 gospodarstw domowych i 6197 mieszkańców (2956 kobiet i 3241 mężczyzn).